# 1811 год в науке
В 1811 году были различные научные и технологические события, некоторые из которых представлены ниже.

## События
- 19 (31) октября — в России был открыт Царскосельский лицей.

## Достижения человечества
- 11 сентября — в Питтсбурге (США) построен первый пароход «Новый Орлеан»[1].

## Родились
- 1 февраля — Ромуальд Зенкевич, белорусский фольклорист, педагог, этнограф.
- 11 марта — Урбен Жан Жозеф Леверье, французский математик и астроном (ум. в 1877).
- 19 марта — Жереми Жозеф Бенуа Абриа, французский физик (ум. в 1892).
- 31 марта — Роберт Вильгельм Бунзен (ум. 1899), немецкий химик, открывший цезий и рубидий, изобретатель газовой горелки, член-корреспондент Петербургской АН.
- 25 мая —  Франсуа-Ахилл Лонже , французский физиолог  (ум.в 1871).
- 26 октября — Эварист Галуа, французский математик, основатель современной алгебры (ум. 1832).

## Скончались
- 15 марта — Иван Рижский, русский писатель и филолог. Первый ректор Харьковского университета.
- 8 сентября — Адриан Дмитриевич Захаров, русский архитектор (род. 1761).